# Allariz-Maceda
Allariz-Maceda és una comarca de Galícia situada al centre de la província d'Ourense. Limita amb la Terra de Caldelas i la comarca d'Ourense al nord, amb la Terra de Trives a l'est, amb A Limia al sud i amb la Terra de Celanova a l'oest. En formen part els municipis de:
- Allariz
- Baños de Molgas
- Maceda
- Paderne de Allariz
- Xunqueira de Ambía
- Xunqueira de Espadanedo

## Evolució demogràfica
| 1842 | 1857   | 1860   | 1877   | 1887   | 1900   | 1910   | 1920   |
| ---- | ------ | ------ | ------ | ------ | ------ | ------ | ------ |
| -    | 25.106 | 25.322 | 26.924 | 28.097 | 28.710 | 28.593 | 29.090 |

| 1930   | 1940   | 1950   | 1960   | 1970   | 1981   | 1996 | 1998 |
| ------ | ------ | ------ | ------ | ------ | ------ | ---- | ---- |
| 30.345 | 31.863 | 31.119 | 28.822 | 24.772 | 20.319 | -    | -    |

| 2000   | 2002 | 2004 | 2006 | 2008   | 2010 | 2012 | 2014 |
| ------ | ---- | ---- | ---- | ------ | ---- | ---- | ---- |
| 15.675 | -    | -    | -    | 15.154 | -    | -    | -    |